# Rewers
Rewers is een Poolse dramafilm uit 2009 onder regie van Borys Lankosz.

## Verhaal
Sabina is een alleenstaande vrouw, die werkt voor het Poolse ministerie voor Poëzie. Haar moeder en grootmoeder trachten haar aan verschillende mannen te koppelen. Op een dag leert ze de aantrekkelijke Bronisław kennen. Sabina komt erachter dat Bronisław eigenlijk gewoon een spion is van de geheime dienst, die haar in de gaten moet houden. Wanneer hij haar begint te chanteren, vermoordt ze hem in een impulsieve bui.

## Rolverdeling
- Agata Buzek: Sabina
- Krystyna Janda: Moeder van Sabina
- Anna Polony: Grootmoeder van Sabina
- Marcin Dorociński: Bronisław
- Łukasz Konopka: Arkadiusz
- Adam Woronowicz: Mijnheer Józef
- Bronisław Wrocławski: Directeur Barski
- Błażej Wójcik: Marcel